# Cernobbio
Cernobbio là một đô thị ở tỉnh Como trong vùng of Lombardia, có cự ly khoảng 40 kilômét (25 mi) về phía bắc của Milano và khoảng 2 kilômét (1 mi) về phía tây bắc của Como, ở biên giới với Thụy Sĩ. Tại thời điểm ngày 31 tháng 12 năm 2004, đô thị này có dân số 7.031 người và diện tích là 11,7 km².
Đô thị Cernobbio có các frazioni (các đơn vị trực thuộc, chủ yếu là các làng) Rovenna và Piazza Santo Stefano.
Cernobbio giáp các đô thị: Blevio, Caneggio (Thụy Sĩ), Como, Maslianico, Moltrasio, Morbio Superiore (Thụy Sĩ), Sagno (Thụy Sĩ), Vacallo (Thụy Sĩ).